# Levalbuterolo
 Levalbuterolo (conosciuto anche con il nome di levosalbutamolo) è un composto, a breve durata d'azione, con attività di tipo agonista selettivo sui recettori β2-adrenergici. La molecola è l'R-enantiomero del salbutamolo. Come farmaco viene utilizzato per ridurre il broncospasmo in alcune condizioni patologiche quali l'asma e la broncopneumopatia cronica ostruttiva. Il farmaco non è commercializzato in Italia. Negli Stati Uniti è commercializzato dalla società Sunovion Pharmaceuticals con il marchio Xopenex.

## Farmacodinamica
Levalbuterolo è una molecola adrenergica, un agonista selettivo dei recettori β2-adrenergici, particolarmente diffusi a livello della muscolatura liscia bronchiale. La stimolazione di questi recettori da parte del farmaco comporta un incremento dell'AMP ciclico endocellulare.
Questo aumento di AMP ciclico porta all'attivazione della protein chinasi A, la quale inibisce la fosforilazione della miosina e riduce la concentrazione intracellulare di calcio ionico, con conseguente rilassamento e determinazione di un effetto di tipo broncodilatatore con risoluzione del broncospasmo.
Levalbuterolo rilassa la muscolatura liscia di tutte le vie aeree, dalla trachea fino ai bronchioli terminali. Le aumentate concentrazioni di AMP ciclico sono state anche associate con un'azione stabilizzante sulla membrana del mastocita ed un'inibizione del rilascio di mediatori (istotossine) da queste cellule nelle vie aeree.
Levosalbutamolo agisce come un agonista funzionale che comporta il rilassamento delle vie aeree indipendentemente dal fattore spasmogeno coinvolto, proteggendo così contro tutti gli stimoli broncocostrittori.

Sebbene sia noto che i recettori beta2-adrenergici sono predominanti a livello bronchiale, vi sono evidenze che una popolazione di recettori beta2 è presente anche nel muscolo cardiaco umano, normalmente in una concentrazione compresa tra il 10% ed il 50%. Non è stata ancora precisata la funzione di questi recettori.
La presenza di questi recettori a livello cardiaco dà conto del fatto che tutti i farmaci agonisti beta-adrenergici, levalbuterolo compreso, possono produrre un significativo effetto cardiovascolare in alcuni pazienti. Questi effetti si possono evidenziare con un attento monitoraggio della frequenza cardiaca (polso arterioso), della pressione arteriosa, e tramite la registrazione di un elettrocardiogramma di superficie a riposo (ECG).

## Farmacocinetica
A seguito della somministrazione per via inalatoria solo una piccola percentuale del farmaco raggiunge le basse vie respiratorie.
L'inalazione della molecola, negli adolescenti e negli adulti, comporta un incremento di circa il 15% del volume espiratorio massimo in 1 secondo (VEMS o FEV1) nel giro di 5–10 minuti dall'assunzione. L'effetto della broncodilatazione perdura mediamente per 3-6 ore.  La frazione che non raggiunge le basse vie respiratorie si deposita nell'orofaringe e viene quindi ingerita e rapidamente assorbita dal tratto gastrointestinale.

## Usi clinici
Il farmaco viene utilizzato nel trattamento sintomatico del broncospasmo associato all'asma bronchiale e ad altre patologie che comportano occlusione delle vie respiratorie, come ad esempio la broncopneumopatia cronica ostruttiva (bronchite cronica ed enfisema).

## Effetti indesiderati
Fra gli effetti indesiderati si riscontrano Insonnia, cefalea, vertigini, tachicardia, vampate di calore.

## Controindicazioni
Da evitare in caso di ipersensibilità nota al farmaco.